# 소태면
소태면(蘇台面)은 대한민국 충청북도 충주시에 위치하는 면이다.

## 연혁
- 1898. 충청도읍지에 충주군 소태면으로 표기 (10개리 관할)
- 1912. 구한국지방행정구역명칭일람에 소태면으로 표기(24개리 관할)
- 1914. 4. 1 행정구역 통폐합에 따라 충주군 소태면으로 개편 (9개 법정리 관할)
- 1956. 7. 8 충주읍의 시승격으로 중원군 소태면으로 개칭
- 1995. 1. 1 충주시, 중원군의 통합으로 충주시 소태면으로 개칭

## 행정 구역
- 오량리(五良里)
- 중청리(中靑里)
- 복탄리(福灘里)
- 덕은리(德隱里)
- 주치리(周峙里)
- 구룡리(九龍里)
- 야동리(冶洞里)
- 동막리(東幕里)
- 양촌리(陽村里)

## 교육
- 소태초등학교 (오량리)
- 야동초등학교 (폐교) - 소태면 구룡로 769 (야동리)
  - 하남분교 (폐교) - 소태면 주치길 542 (주치리)